# Federación Albanesa de Fútbol
La Federación Albanesa de Fútbol (en albanés: Federata Shqiptare e Futbollit) es el organismo encargado de la organización del fútbol en la República de Albania, con base en Tirana. Fue fundada el 6 de junio de 1930 y está afiliada a la FIFA desde 1932. En 1954 fue una de las asociaciones fundacionales de la UEFA. Se encarga de la organización de la Liga Albanesa y la Copa de la República, así como los partidos de la Selecciones de fútbol masculina y femenina en sus distintas categorías.

## Historia
La FSHF fue fundada el 6 de junio de 1930. Dos años más tarde, el 12 de junio de 1932 fue admitida como miembro de la FIFA. Albania tenía previsto participar en la segunda edición de la Copa del Mundo que se disputó en Italia en 1934, aunque finalmente no acudió por problemas de organización. La Selección de fútbol de Albania no debutaría hasta 1946, en un partido contra Yugoslavia correspondiente a la Copa de los Balcanes.
En 1954 la FSHF fue una de las treinta asociaciones fundadoras de la UEFA. Pero no sería hasta los años sesenta cuando el fútbol albanés empezó a tener presencia internacional. La primavera de 1963 la selección nacional disputó por primera vez las clasificatorias para los Juegos Olímpicos; en otoño de ese mismo jugó las previas de la Eurocopa de Naciones y en 1964 tomó parte, por primera vez la fase, en la fase de clasificación del Mundial.
A nivel de clubes, la primera presencia de un equipo albanés en competición europea fue la temporada 1962/63, con la participación del FK Partizani en la Copa de Europa.

## Competiciones organizadas por la FSHF
- Liga de Albania

- Kategoria Superiore (Nivel I/ Primera División/ Serie A): Creada en 1930. Participan 10 equipos.
- Kategoria e Parë (Nivel II/ Segunda División/ Serie B): Creada en 1930. Participan 20 equipos divididos en dos grupos de 10.
- Kategoria e Dytë (Nivel III/ Tercera División/ Serie C): Creada en 1960. Participan 23 equipos y 4 filiales divididos en dos grupos, uno de 14 y uno de 13.
- Kategoria e Tretë (Nivel IV/ Cuarta División/ Serie D): Creada en 2003. Participan 6 equipos.

- Copa de Albania
- Supercopa de Albania